# Гордон (округ Дуглас, Вісконсин)
Гордон (англ. Gordon) — місто (англ. town) в США, в окрузі Дуглас штату Вісконсин. Населення — 757 осіб (2020).

## Демографія
Згідно з переписом 2010 року, у місті мешкало 636 осіб у 309 домогосподарствах у складі 200 родин. Було 878 помешкань
Расовий склад населення:
| - 96,9 % — білих - 0,8 % — корінних американців - 0,3 % — азіатів - 0,2 % — чорних або афроамериканців |

До двох чи більше рас належало 1,9 %. Частка іспаномовних становила 0,2 % від усіх жителів.
За віковим діапазоном населення розподілялося таким чином: 16,0 % — особи молодші 18 років, 59,3 % — особи у віці 18—64 років, 24,7 % — особи у віці 65 років та старші. Медіана віку мешканця становила 54,1 року. На 100 осіб жіночої статі у місті припадало 105,2 чоловіків;  на 100 жінок у віці від 18 років та старших — 111,9 чоловіків також старших 18 років.
Середній дохід на одне домашнє господарство  становив 59 552 долари США (медіана — 50 521), а середній дохід на одну сім'ю — 68 059 доларів (медіана — 54 688). Медіана доходів становила 52 411 долар для чоловіків та 36 250 доларів для жінок. За межею бідності перебувало 15,8 % осіб, у тому числі 16,7 % дітей у віці до 18 років та 6,4 % осіб у віці 65 років та старших.
Цивільне працевлаштоване населення становило 287 осіб. Основні галузі зайнятості: освіта, охорона здоров'я та соціальна допомога — 21,3 %, виробництво — 16,0 %, будівництво — 12,5 %, мистецтво, розваги та відпочинок — 10,1 %.